# Weissia javanica
Weissia javanica là một loài Rêu trong họ Pottiaceae. Loài này được (Nees & Blume) Mitt. miêu tả khoa học đầu tiên năm 1873.